# Đội tuyển bóng đá quốc gia Barbados
Đội tuyển bóng đá quốc gia Barbados là đội tuyển cấp quốc gia của Barbados do Hiệp hội bóng đá Barbados quản lý.

## Thành tích tại giải vô địch thế giới
- 1930 đến 1974 - Không tham dự
- 1978 - Không vượt qua vòng loại
- 1982 - Không tham dự
- 1986 - Bỏ cuộc
- 1990 - Không tham dự
- 1994 đến 2022 - Không vượt qua vòng loại

## Cúp Vàng CONCACAF
- 1991 - Không tham dự
- 1993 đến 2017 - Không vượt qua vòng loại

## Đội hình
Đây là danh sách 20 cầu thủ tham dự vòng loại World Cup 2022 gặp Cộng hòa Dominica và Dominica vào tháng 6 năm 2021
Số liệu thống kê tính đến ngày 8 tháng 6 năm 2021'

| Số | VT | Cầu thủ            | Ngày sinh (tuổi)  | Trận | Bàn | Câu lạc bộ             |
| -- | -- | ------------------ | ----------------- | ---- | --- | ---------------------- |
| 1  | TM | Kishmar Primus     | 9 tháng 4, 1998   | 18   | 0   | Barbados Defence Force |
| 18 | TM | Liam Brathwaite    | 6 tháng 11, 2000  | 1    | 0   | UWI                    |
| 21 | TM | Nashton Browne     | 12 tháng 4, 2001  | 0    | 0   | Paradise               |
|    |    |                    |                   |      |     |                        |
| 2  | HV | Andre Applewhaite  | 3 tháng 6, 2002   | 1    | 0   | Weymouth Wales         |
| 3  | HV | Krystian Pearce    | 5 tháng 1, 1990   | 4    | 0   | Boreham Wood           |
| 4  | HV | Rashad Smith       | 31 tháng 7, 1996  | 12   | 0   | Barbados Defence Force |
| 5  | HV | Carl Hinkson       | 14 tháng 4, 1997  | 8    | 0   | SIUE Cougars           |
|    |    |                    |                   |      |     |                        |
| 6  | TV | Jomo Harris        | 15 tháng 2, 1995  | 32   | 2   | Paradise               |
| 8  | TV | Mario Williams     | 19 tháng 8, 1992  | 32   | 0   | Weymouth Wales         |
| 10 | TV | Hadan Holligan     | 11 tháng 9, 1996  | 42   | 4   | Weymouth Wales         |
| 11 | TV | Emile Saimovici    | 10 tháng 4, 1993  | 2    | 1   |                        |
| 16 | TV | Ackeel Applewhaite | 17 tháng 7, 1999  | 26   | 1   | Paradise FC            |
| 17 | TV | Akeem Hill         | 1 tháng 11, 1996  | 24   | 1   | Barbados Defence Force |
| 20 | TV | Niall Reid-Stephen | 8 tháng 9, 2001   | 4    | 0   | UWI                    |
| 22 | TV | Jamol Williams     | 20 tháng 4, 2003  | 1    | 0   | Saint Andrew Lions     |
|    |    |                    |                   |      |     |                        |
| 7  | TĐ | Omani Leacock      | 1 tháng 5, 1998   | 14   | 2   | Barbados Defence Force |
| 9  | TĐ | Hallam Hope        | 17 tháng 3, 1994  | 6    | 4   | Swindon Town           |
| 13 | TĐ | Romario Drakes     | 31 tháng 12, 2000 | 1    | 0   | Youth Milan            |
| 14 | TĐ | Thierry Gale       | 1 tháng 5, 2002   | 6    | 1   | Budapest Honvéd        |
| 19 | TĐ | Keon Atkins        |                   | 2    | 0   | Deacons                |
| 23 | TĐ | Antone Greaves     | 4 tháng 12, 1999  | 2    | 0   | Weymouth Wales         |

### Triệu tập gần đây
Các cầu thủ dưới đây được triệu tập trong vòng 12 tháng.
| Vt | Cầu thủ                   | Ngày sinh (tuổi)  | Số trận | Bt | Câu lạc bộ             | Lần cuối triệu tập                |
| -- | ------------------------- | ----------------- | ------- | -- | ---------------------- | --------------------------------- |
|    |                           |                   |         |    |                        |                                   |
| HV | Najee Holder              | 5 tháng 10, 1998  | 0       | 0  | Paradise               | vs. Anguilla, 31 tháng 3 năm 2021 |
|    |                           |                   |         |    |                        |                                   |
| TV | Raheim Sargeant           | 9 tháng 6, 1992   | 47      | 3  | Barbados Defence Force | vs. Anguilla, 31 tháng 3 năm 2021 |
| TV | Rashad Jules (đội trưởng) | 24 tháng 6, 1992  | 32      | 6  | Barbados Defence Force | vs. Anguilla, 31 tháng 3 năm 2021 |
| TV | Darico King               | 29 tháng 5, 1997  | 6       | 0  | Saint Andrew Lions     | vs. Anguilla, 31 tháng 3 năm 2021 |
| TV | Nicoli Brathwaite         | 24 tháng 12, 2000 | 5       | 0  | UWI                    | vs. Anguilla, 31 tháng 3 năm 2021 |
| TV | Roshon Gittens            | 5 tháng 2, 2002   | 1       | 0  | Ellerton United        | vs. Anguilla, 31 tháng 3 năm 2021 |
|    |                           |                   |         |    |                        |                                   |
| TĐ | Nick Blackman             | 11 tháng 11, 1989 | 5       | 3  | Maccabi Tel Aviv       | vs. Anguilla, 31 tháng 3 năm 2021 |
| TĐ | Ryan Trotman              | 27 tháng 6, 1999  | 2       | 0  | FC Den Bosch           | vs. Anguilla, 31 tháng 3 năm 2021 |